# Wolodymyr (Stadt)
Wolodymyr (ukrainisch Володимир, bis 2021 Wolodymyr-Wolynskyj/Володимир-Волинський, russisch Владимир Wladimir, polnisch Włodzimierz, deutsch selten Wladimir Wolinsk) ist eine Stadt in der Oblast Wolyn der Ukraine mit etwa 38.000 Einwohnern. Sie ist die Hauptstadt des Rajons Wolodymyr, war jedoch bis Juli 2020 verwaltungstechnisch kein Teil davon.

## Geographie

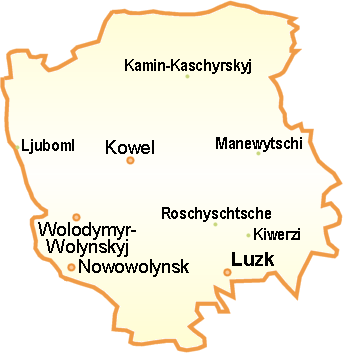
Lage in der Oblast Wolyn

Die Stadt liegt am Rande der nordwestlichen Ausläufer des Wolhynischen Berglandes, auf dem rechten Ufer des Flusses Luha.
Die Entfernungen zu größeren Städten sind: 550 km nach Kiew, 150 km nach Lwiw, 75 km nach Luzk und 50 km nach Kowel. 15 km westlich befindet sich die Grenze zu Polen und 100 km nördlich die Grenze zu Belarus.
Durch den Ort führt die Fernstraße N 22 von Ustyluh nach Luzk und Riwne.

## Geschichte

### Mittelalter
Der Ort wurde angeblich 884 erstmals als Ladomir, 988 als Wolodimir erwähnt.
Vom Ende des 10. Jahrhunderts bis 1336 war er zeitweilig die Hauptstadt des altrussischen Fürstentums Wolhynien (oder auch Lodomerien) und später unter dem seit 1170 herrschenden Großfürsten Roman ab 1199 der vereinigten Fürstentümer Halytsch-Wolhynien. Um 1240 wurde das Fürstentum von den Mongolen abhängig.
Bereits seit Mitte des 12. Jahrhunderts war Wladimir Sitz einer orthodoxen Diözese. Im 14. Jahrhundert hatte der Metropolit Theognostus hier seinen Sitz.
1349 wurde die Stadt vom polnischen König Kasimir III. erobert. 1431 erhielt sie das Magdeburger Stadtrecht. Von 1452 bis zur Lubliner Union gehörte der Ort zum Großfürstentum Litauen.

### Polnische Zeit
Seit 1569 gehörte sie innerhalb der Woiwodschaft Wolhynien zur polnischen Krone oder polnisch-litauischen Adelsrepublik.
Während des Russisch-Polnischen Krieges fand am 17. Juli 1792 die Schlacht von Włodzimierz statt, wobei eine zahlenmäßig kleine polnische Streitmacht geführt von Tadeusz Kościuszko die russischen Truppen besiegte.

### Im Russischen Reich
Nach der zweiten Teilung Polens von 1793 kam die Stadt zum Russischen Kaiserreich, ab 1795 im neu geschaffenen Gouvernement Wolhynien.
Bei der Volkszählung 1897 hatte die Stadt bereits 9883 Einwohner.
Während des Ersten Weltkrieges war die Stadt von österreich-ungarischen Truppen besetzt.

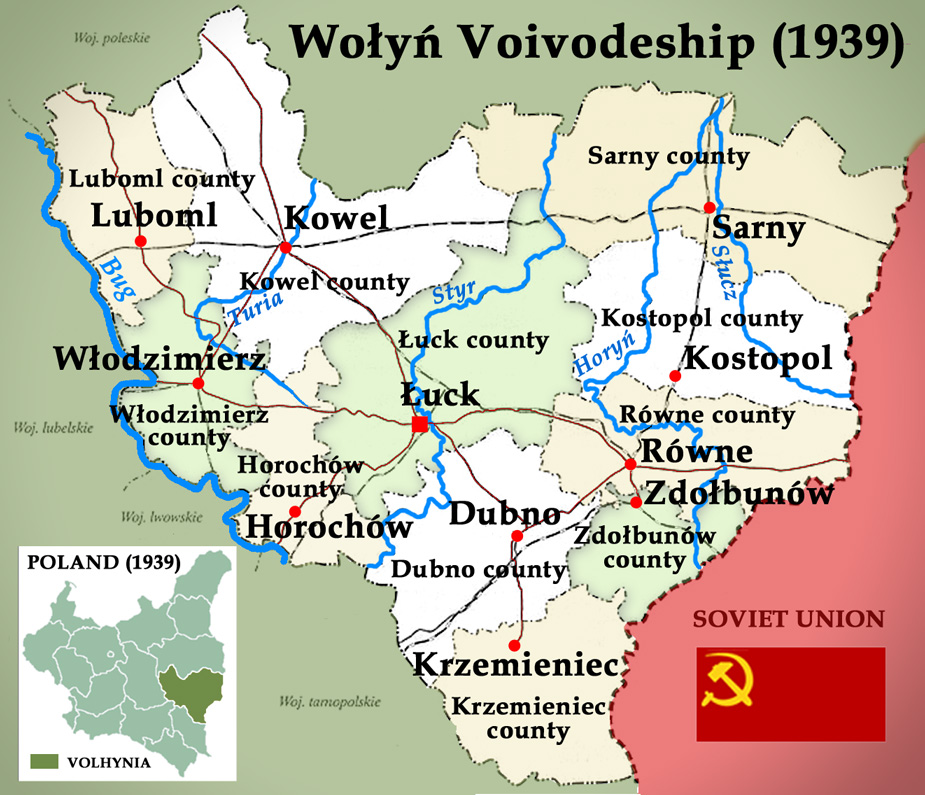
Woiwodschaft Wolhynien 1919–39

Nach dem Polnisch-Sowjetischen Krieg 1919 kam sie wieder zu Polen. Das polnische 17. Infanterieregiment nahm die Stadt über Nacht am 23. Januar 1919 ein. In der Zwischenkriegszeit befanden sich hier der Sitz eines Kreises innerhalb der Woiwodschaft Wolhynien und eine wichtige Garnison.

### Zweiter Weltkrieg
Nach der Sowjetischen Besetzung Ostpolens im September 1939 gehörte sie zur Ukrainischen SSR innerhalb der Sowjetunion.
Während des Russlandfeldzuges wurde die Stadt im Juli 1941 durch die deutsche Wehrmacht eingenommen.
Anfang September 1942 wurden von den 15.000 Bewohnern des jüdischen Ghettos etwa 13.500 ermordet. Im Rahmen dieser Aktion wurde am Jom Kippur auch die Große Synagoge in Brand gesteckt. Etwa 1000 Handwerker, die man zunächst hatte überleben lassen, wurden im Dezember 1943 durch das Sonderkommando 4b der SS-Einsatzgruppe C erschossen. „Damit war“, so urteilt der Historiker Dieter Pohl, „die ‚Endlösung‘ im Reichskommissariat abgeschlossen“.
Im Jahr 1943 wurde das von den Deutschen besetzte Włodzimierz zu einem Zufluchtsort für Polen, die vor Übergriffen durch ukrainische Nationalisten der UPA (Wolhynien-Massaker) flohen. Die Angriffe der UPA fanden hauptsächlich in den Vororten der Stadt statt. Die Polen wurden sowohl von der mit Zustimmung der Deutschen eingerichteten polnischen Polizei als auch von einer illegalen Miliz verteidigt. Späteren Untersuchungen von Władysław Siemaszko und Ewa Siemaszko zufolge wurden bei einem Dutzend UPA-Angriffen in Włodzimierz insgesamt 111 Polen getötet.
Nach harten Kämpfen wurde der nun fast völlig zerstörte Ort wieder von der Roten Armee am 20. Juli 1944 besetzt. Die Stadt trug bis dahin den russischen Namen Wladimir-Wolynsk/Владимир-Волынск; am 9. August 1944 wurde sie dann per Ukas in Wladimir-Wolynski/Wolodymyr-Wolynskyj umbenannt.
Nach dem Zerfall der Sowjetunion wurde die Stadt 1991 Teil der Oblast Wolyn in der unabhängigen Ukraine. Am 15. Dezember 2021 wurde der Stadtname auf die kürzere Form Wolodymyr geändert.

## Wirtschaft und Verkehr
In der Stadt befinden sich hauptsächlich holzverarbeitende Betriebe und die Verarbeitung landwirtschaftlicher Produkte.
Wolodymyr liegt an den Eisenbahnstrecken Kowel–Lwiw (Bahnstrecke Jarosław–Kowel) und der Linia Hutnicza Szerokotorowa, die als Breitspurstrecke über Hrubieszów zur Kattowitzer Hütte führt.
Die Städte Kowel, Lwiw, Luzk und Nowowolynsk sind durch Busse erreichbar.

## Sehenswürdigkeiten

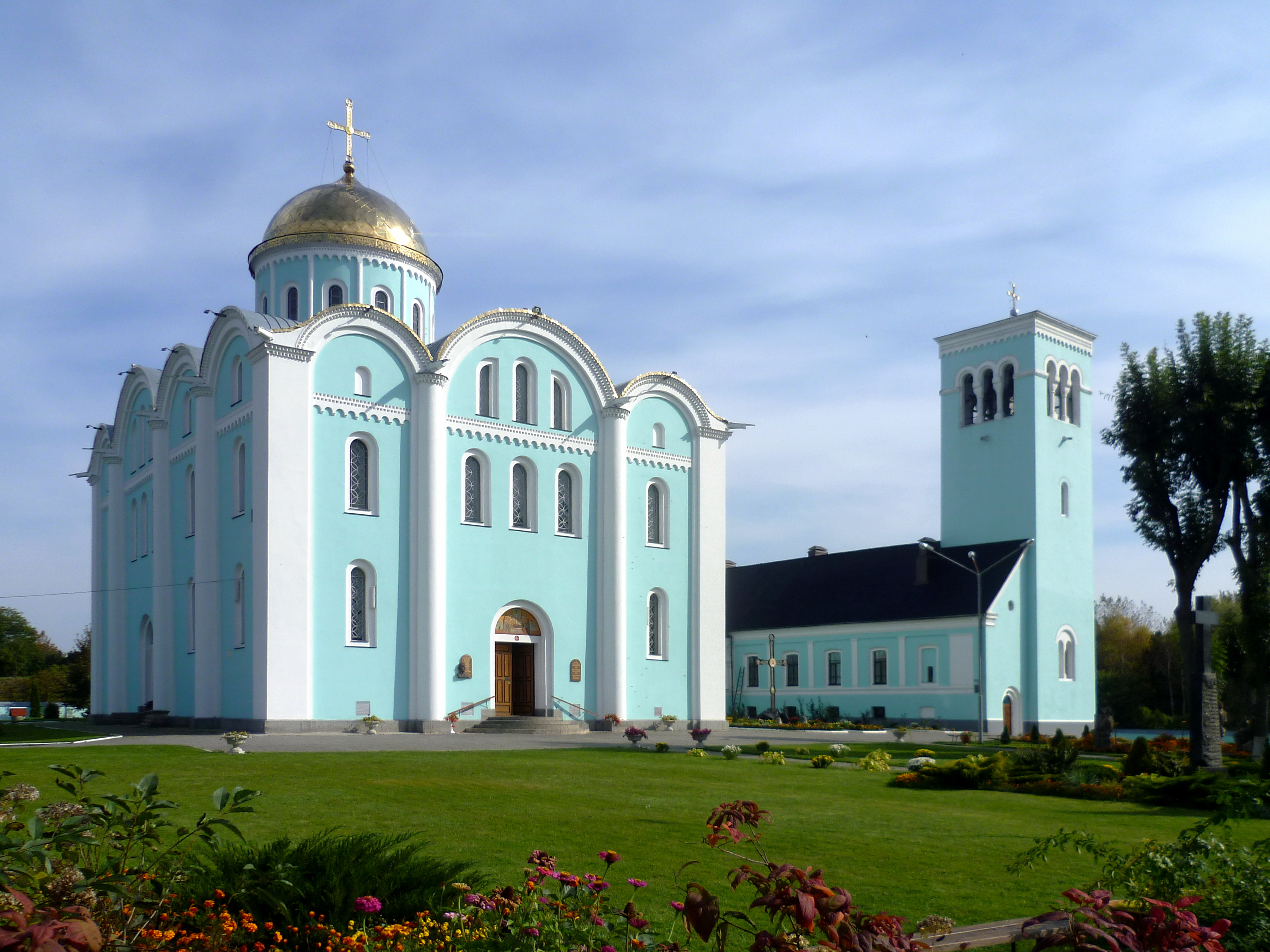
Mariä-Entschlafens-Kathedrale

- Mariä-Entschlafens-Kathedrale, auch: Uspenski-Kathedrale (1160)
- Basilius-Kirche (14. Jahrhundert) mit zwei Zwiebeltürmen aus dem 20. Jahrhundert
- Pfarrkirche St. Anna im Barockstil aus dem Jahre 1752.
- Jesuitenkirche, gebaut von Michal Radzimiński in den Jahren 1755–1766. Nach der Auflösung des Ordens im Jahre 1787 übernahmen die Basilianer das Gebäude und ab 1840 die Orthodoxen. Von 1919 bis 1939 war sie wiederum eine katholische Kirche. Im Jahr 1992 wurde das Gebäude der Ukrainischen Orthodoxen Kirche Kiewer Patriarchats übertragen.
- St. Nikolaus-Kirche (1780), ursprünglich Unierte Kirche, heute orthodox
- Palast der Bischöfe von Wladimir
- Altstadt (14. bis 16. Jahrhundert)
- Historisches Museum Wolodymyr-Wolynsky (1887)
- Jüdischer Friedhof

Etwa 5 Kilometer südlich von Wolodymyr liegt Symne (Зимне), wo sich das älteste orthodoxe Kloster in Wolynien befindet.

## Bevölkerung
In der Stadt leben 39 unterschiedliche Nationalitäten:
- 95,0 % Ukrainer
- 03,0 % Russen
- 00,5 % Belarussen
- 00,2 % Polen

### Bevölkerungsentwicklung
- 1989: 38.263 (Zählung)
- 2001: 38.256 (Zählung)
- 2005: 38.256 (Zählung)
- 2013: 38.894

Die Zahl der Arbeitslosen liegt bei 1.180.

## Verwaltungsgliederung
Am 12. Juni 2020 wurde die Stadt zum Zentrum der neugegründeten Stadtgemeinde Wolodymyr-Wolynskyj (Володимир-Волинська міська громада Wolodymyr-Wolynska miska hromada). Zu dieser zählten auch die 8 in der untenstehenden Tabelle aufgelistetenen Dörfer, bis dahin bildete die Stadt die gleichnamige Stadtratsgemeinde Wolodymyr-Wolynskyj (Володимир-Волинська міська рада/Wolodymyr-Wolynska miska rada) im Zentrum des Rajons Wolodymyr-Wolynskyj, war aber kein Teil desselben, sondern direkt der Oblast unterstellt.
Am 17. Juli 2020 wurde der Ort Teil des Rajons Wolodymyr-Wolynskyj.
Folgende Orte sind neben dem Hauptort Wolodymyr Teil der Gemeinde:
| Name                     | Name       | Name                    | Name       | Name |
| ukrainisch transkribiert | ukrainisch | russisch                | polnisch   |      |
| ------------------------ | ---------- | ----------------------- | ---------- | ---- |
| Dihtiw                   | Дігтів     | Дегтев (Degtew)         | Dziegciów  |      |
| Fedoriwka                | Федорівка  | Фёдоровка (Fjodorowka)  | Fedorowiec |      |
| Laskiw                   | Ласків     | Ласков (Laskow)         | Łasków     |      |
| Nowosilky                | Новосілки  | Новосёлки (Nowosjolki)  | Nowosiółki |      |
| Orani                    | Орані      | Орани                   | Oranie     |      |
| Saritschtschja           | Заріччя    | Заречье (Saretschje)    | Zarzecze   |      |
| Suchodoly                | Суходоли   | Суходолы                | Suchodoły  |      |
| Woschtschatyn            | Вощатин    | Вощатин (Woschtschatin) | Woszczatyn |      |

## Persönlichkeiten
- Amtylochius (gestorben 1122), orthodoxer Bischof von Wladimir
- Josaphat Kunzewitsch (1580–1623), Erzbischof von Polozk und Heiliger der Katholischen Kirche
- Andrij Wojnarowskyj (1689–1740), Jessaul der Saporoger Kosakenarmee, ein Kämpfer für die Unabhängigkeit der Ukraine
- Hannah Werbermacher (1806? – 1888?), chassidische Wunderrabbinerin
- Ahatanhel Krymskyj (1871–1942), Schriftsteller und Orientalist
- Jerzy Sas Jaworski (1920–2008), polnischer Offizier der Kavallerie
- Teresa Lewtak-Stattler (1929–2009), polnische Sozialistin
- Jerzy Antczak (* 1929), polnischer Theater- und Filmregisseur
- Jan Tadeusz Stanisławski (1936–2007), polnischer Satiriker, Schauspieler und Songwriter